# RBX (Rapper)
RBX (eigentlich Eric Collins) ist ein US-amerikanischer Rapper der Stilrichtungen Westcoast-Hip-Hop und Gangsta-Rap. Sein Pseudonym ist die Abkürzung für Reality Born X, wobei das X für Unknown steht.

## Biografie
RBX ist ein Cousin von Snoop Dogg.
Er begann seine Karriere als Teil des Labels Death Row Records. In seiner Funktion dort war er an der Entstehung der beiden Alben The Chronic von Dr. Dre und Doggystyle von Snoop Dogg stark beteiligt. Bald nach der Veröffentlichung dieser beiden Werke kam es jedoch zum internen Streit, da RBX unzufrieden damit war, dass das Erscheinen seines eigenen Debütalbums immer wieder verschoben wurde. Er gab Dr. Dre, der einer der zwei Besitzer des Labels war, die Schuld und beschwerte sich bei dessen Geschäftspartner Suge Knight. Darüber hinaus behauptete er, für seine Arbeit an den beiden zuvor genannten und sehr erfolgreichen Alben kein Geld erhalten zu haben.
Schließlich verließ RBX Death Row und veröffentlichte sein Debüt The RBX Files über Premeditated, ein Sublabel von Warner Bros. Records. Auf der ersten davon ausgekoppelten Single A.W.O.L. griff er Dr. Dre und Snoop Dogg lyrisch an. Weitere auf dem Album behandelte Themen waren sein islamischer Glaube, das Leben als Mitglied einer Gang und Afrozentrismus. Musikalisch waren neben klassischem Westcoast-Hip-Hop auch Einflüsse von Eastcoast-Hip-Hop und Dancehall zu hören. Mit dem kommerziellen Erfolg von The Chronic und Doggystyle konnte The RBX Files nicht mithalten. Insgesamt verblieb das Album nur drei Wochen in den Billboard 200, wobei es die Spitzenposition 62 erreichte.
Daraufhin versöhnte sich RBX mit Dr. Dre, der mittlerweile ebenfalls Death Row verlassen und sein eigenes Label Aftermath Entertainment gegründet hatte. Um dieses einzuführen, wurde 1996 die Kompilation Dr. Dre Presents: The Aftermath herausgegeben, auf der mit Blunt Time auch ein Lied von RBX aufgenommen war.
Bis Mitte des Jahres 1998 erschien danach jedoch keine neue Musik von RBX mehr. Anschließend trat er auf dem Album Ruthless for Life von MC Ren als Gastrapper, wieder gemeinsam mit Snoop Dogg, auf, bevor er zum Soundtrack des Films Fakin' da Funk das Stück Heatmizer beisteuerte. Dieses war 1999 auch auf RBXs zweitem Album No Mercy – No Remorse zu hören. Das Werk unterbot die Verkaufszahlen des Erstlings noch und konnte keine Chartplatzierung erzielen.
Dennoch blieb RBX aktiv und war auf zahlreichen Alben anderer Musiker gefeaturet, unter anderem auf The Marshall Mathers LP (Remember Me?) von Eminem und Paid tha Cost to Be da Bo$$ (Batman & Robin) von Snoop Dogg. Unter eigenem Namen veröffentlichte er jedoch erst 2004 wieder. Zunächst gab er sein drittes Album Ripp Tha Game Bloody (Street Muzic) heraus, bevor 2005 The Shining, sowie 2007 die EP Westside Radio, Vol. 18 und das vierte Werk Broken Silence folgten. Kommerzielle Bedeutung erlangte keines davon.
Im Anschluss folgten noch einige weitere Gastauftritte bei anderen Künstlern, jedoch in abnehmender Anzahl.

## Diskografie

### Alben
- 1995: The RBX Files
- 1999: No Mercy - No Remorse
- 2004: Ripp Tha Game Bloody (Street Muzic)
- 2005: The Shining
- 2007: Broken Silence

### Singles
- 1995: A.W.O.L.
- 1995: Rough Is the Texture
- 2005: Cross the Line / Tell It!
- 2005: Sunshine / Free

### EP
- 2007: Westside Radio, Vol. 18